# Alejandro Rejón Huchin
Wilberth Alejandro Rejon Huchin(født 18. maj 1997). Han er en mexicansk digter, kulturchef og journalist, grundlægger af den internationale poesifestival i Tecoh, Yucatán, México.